# Angrboda

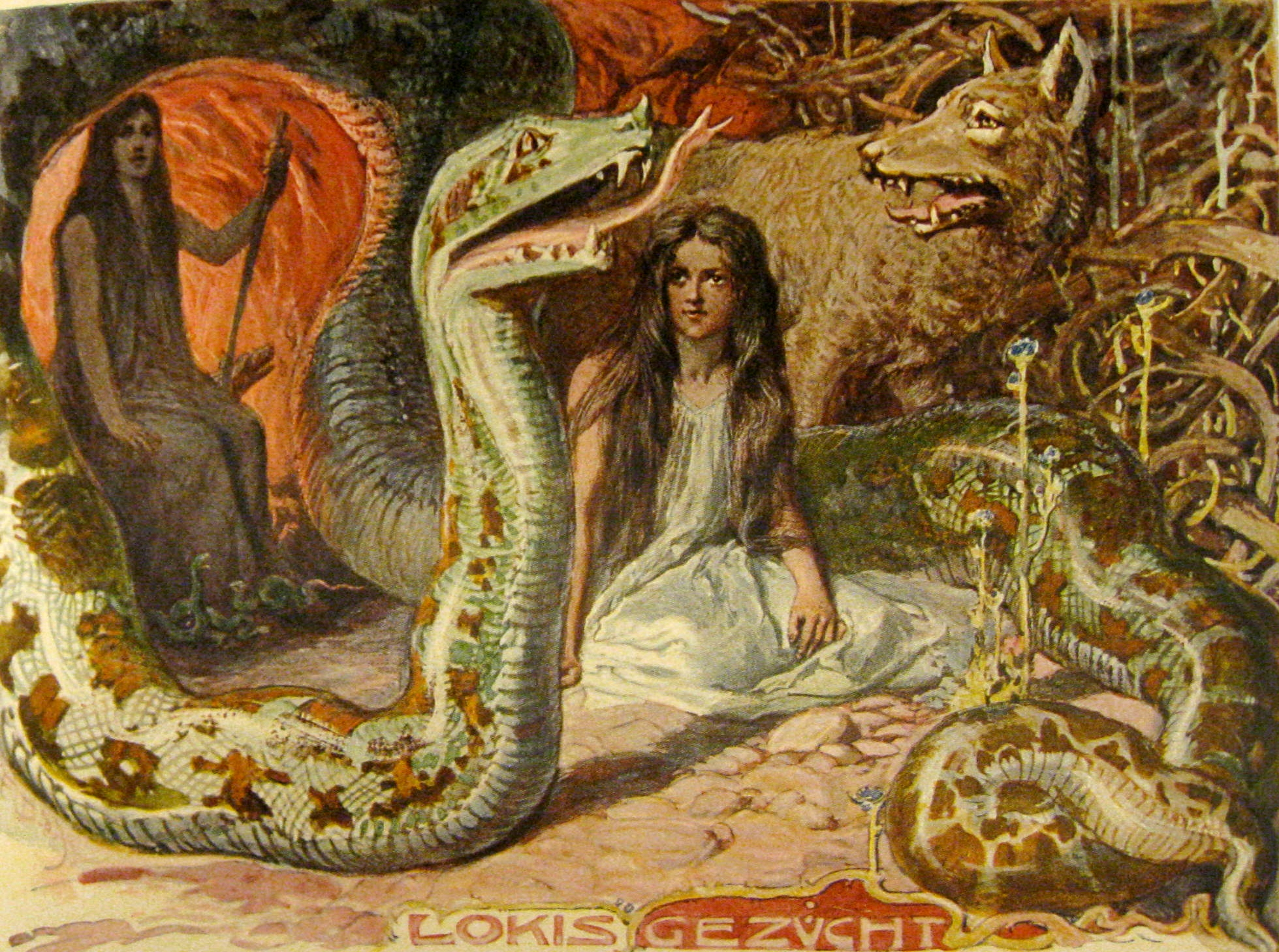
Angrboda spolu s Fenrir a Midgardsormem

Angrboda, „zvěstovatelka hoře“, je v severské mytologii ledová obryně, kterou bůh Ódin nechal 3× upálit a ona 3× přežila. Důvodem byla její nevole naučit Ódina seid. Nakonec Angrbodě vyrvali srdce, které jí ovšem bůh Loki vrátil, vzal si ji za ženu a zplodil s ní tři potomky: Hel, která byla bohem Ódinem uvržena do podsvětí, jehož se stala vládkyní, dále vlka Fenrira a hada Jörmungandra (či Midgardsorma). Jejich chvíle měla přijít při ragnaröku, kdy mají nastolit hoře (viz jméno jejich matky) a zničit svět.
Bohové však dobře znali tuto věštbu, a tak je Ódin přikázal zajmout a zabránit jim v tom. Fenrir byl připoután zvláštním poutem, které mu bránilo se pohybovat jak ve světě bohů, tak ve světě lidském. Hel učinil vládkyní podsvětí a Jörmungand(r)a svrhl do moře.
Nicméně, v severské mytologii je ragnarök nevyhnutelností, která dříve či později nastane, a tak ani tato opatření ve splnění věštby nemohou zabránit.